# Liste von erhaltenen öffentlichen deutschen Kolonialbauten in Samoa
Die Liste von erhaltenen öffentlichen deutschen Kolonialbauten in Deutsch-Samoa behandelt noch erhaltene öffentliche Gebäude und andere erhaltene öffentliche Bauwerke in der ehemaligen deutschen Kolonie Deutsch-Samoa. Samoa war von 1900 bis 1914 deutsche Kolonie. Wie alle Kolonien Deutschlands, mit Ausnahme Deutsch-Südwestafrikas, war es keine Siedlungskolonie. Zur Hochzeit 1911 lebten 329 Deutsche im Land.
Die meisten Bauwerke gehen auf Albert Schaaffhausen (1876–1960) zurück, der ab 1903 als offizieller deutscher Architekt in Samoa arbeitete und später für die neuseeländische Verwaltung als Architekt dort tätig war.
| Ort  | Bild | Name                      | Bauzeit   | Funktion    | Aktuelle Nutzung                                                                           | Lage                                                   |
| ---- | ---- | ------------------------- | --------- | ----------- | ------------------------------------------------------------------------------------------ | ------------------------------------------------------ |
| Apia |      | Deutsches Gerichtsgebäude | 1902/1907 | Gericht     | Verwaltungsgebäude (Abriss 2020 begonnen; originalgetreuer Nachbau an anderem Ort geplant) | Beach Road / Ififi Street 13° 50′ 0″ S, 171° 45′ 48″ W |
| Apia | Foto | Deutsche Schule           |           | Schule      | Museum of Samoa                                                                            | Vaitele Street 13° 50′ 23″ S, 171° 45′ 46″ W           |
| Apia | Foto | Deutsches Krankenhaus     | 1902      | Krankenhaus | Chinesischer Supermarkt (abrissbedroht (Stand 2011))                                       | Beach Road / Vaea Street 13° 49′ 51″ S, 171° 46′ 6″ W  |
| Apia | Foto | Deutsches Flaggendenkmal  | 1913      | Denkmal     | Denkmal („Hier wurde am 1 Maerz 1900 die deutsche Flagge gehisst“)                         | Mulinu'u Road 13° 49′ 16″ S, 171° 46′ 33″ W            |
| Apia |      | Deutsches Soldatendenkmal |           | Denkmal     | Denkmal                                                                                    | Mulinu’u Road 13° 49′ 23″ S, 171° 46′ 29″ W            |